# Kunzea ericoides
Kunzea ericoides är en myrtenväxtart som först beskrevs av Achille Richard, och fick sitt nu gällande namn av Joy Thomps.. Kunzea ericoides ingår i släktet Kunzea och familjen myrtenväxter. Inga underarter finns listade i Catalogue of Life.

## Bildgalleri

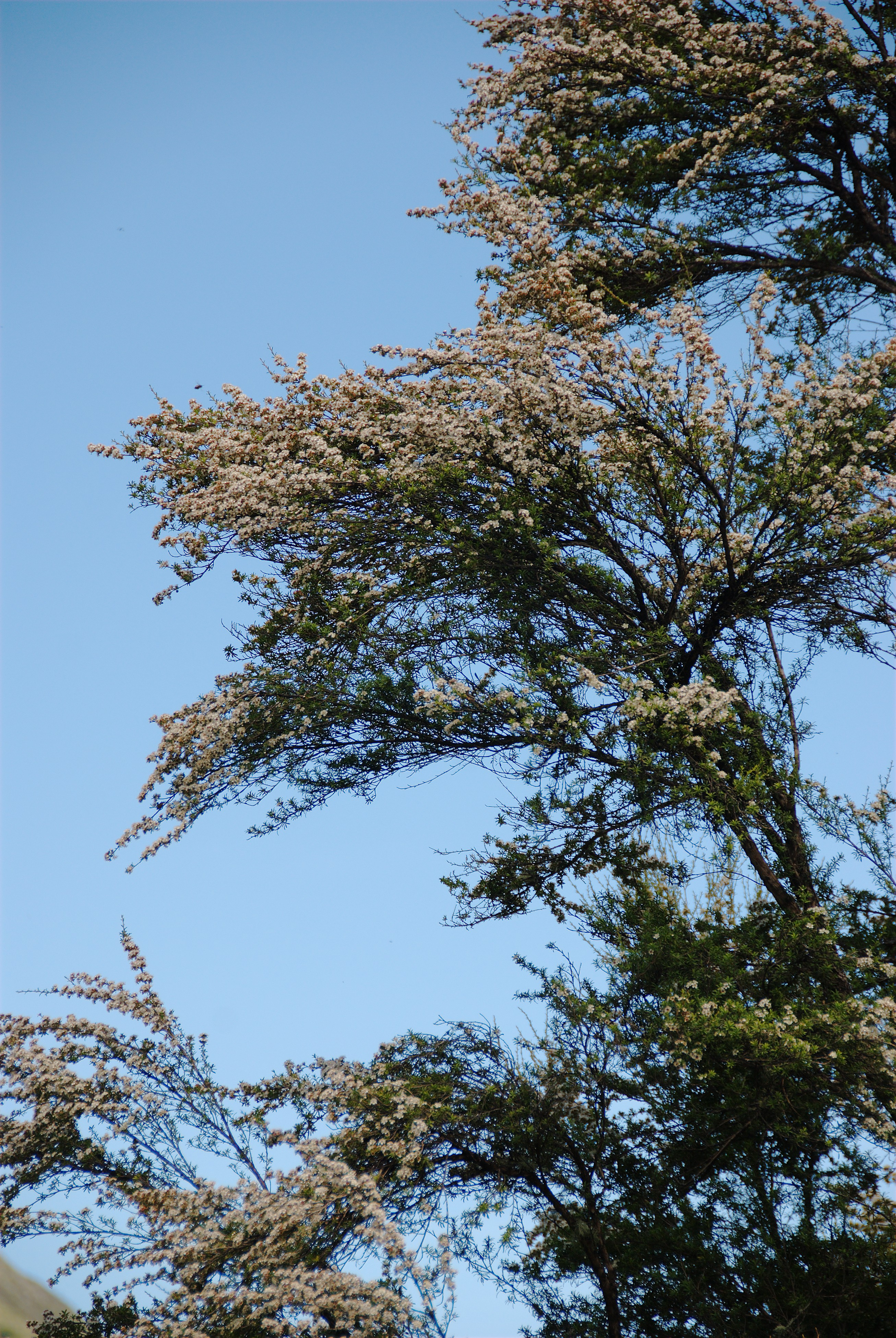
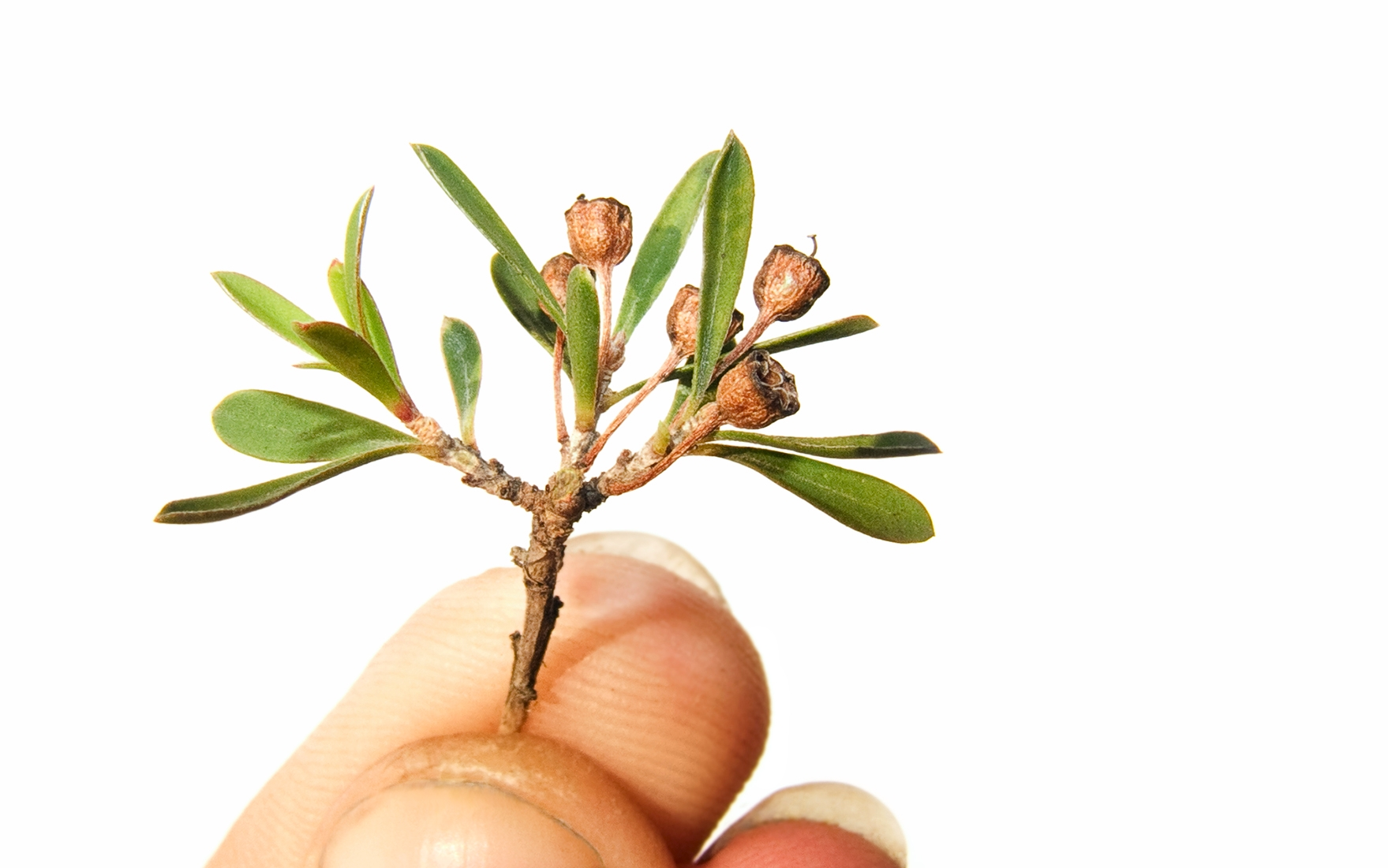
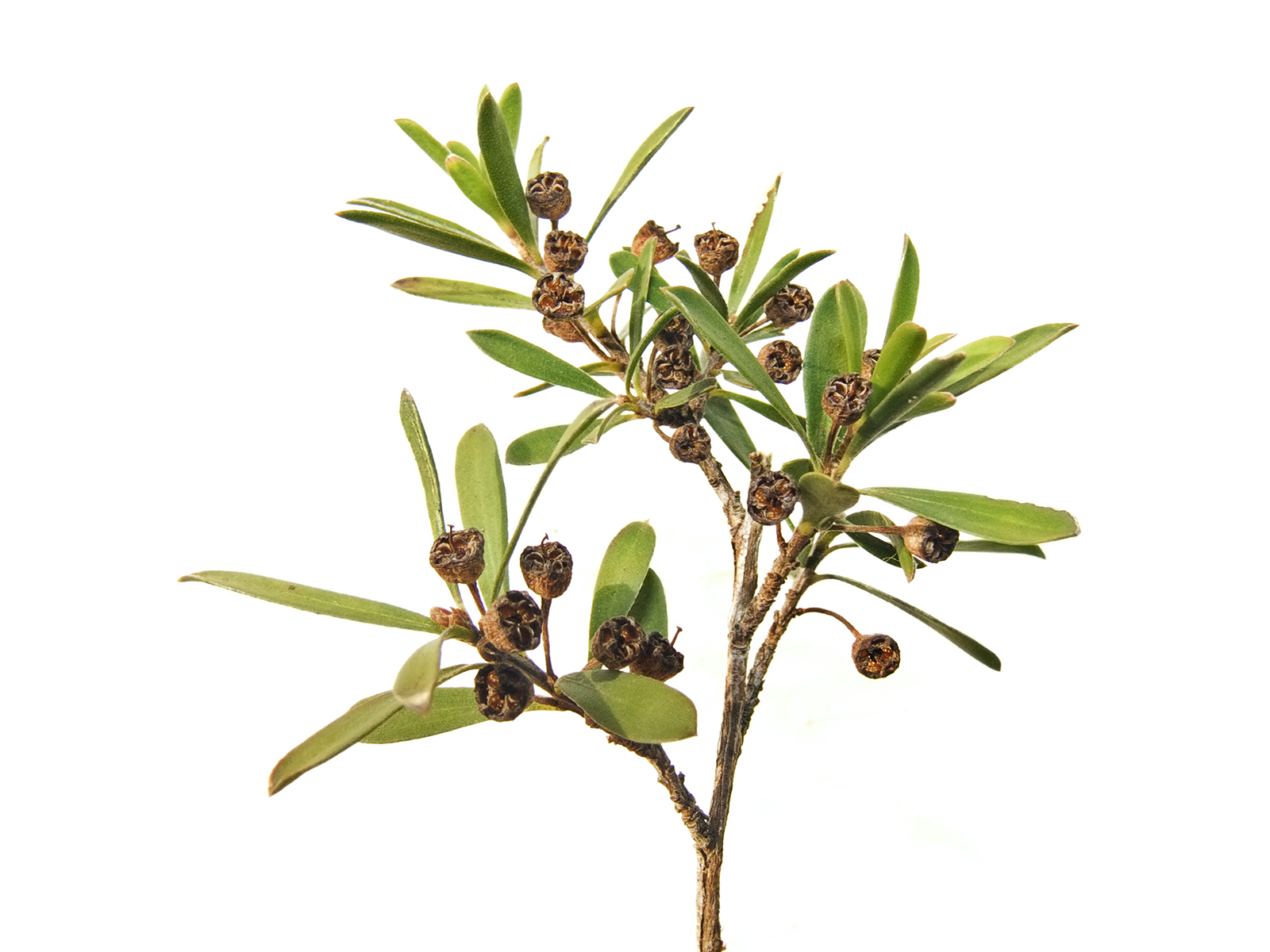
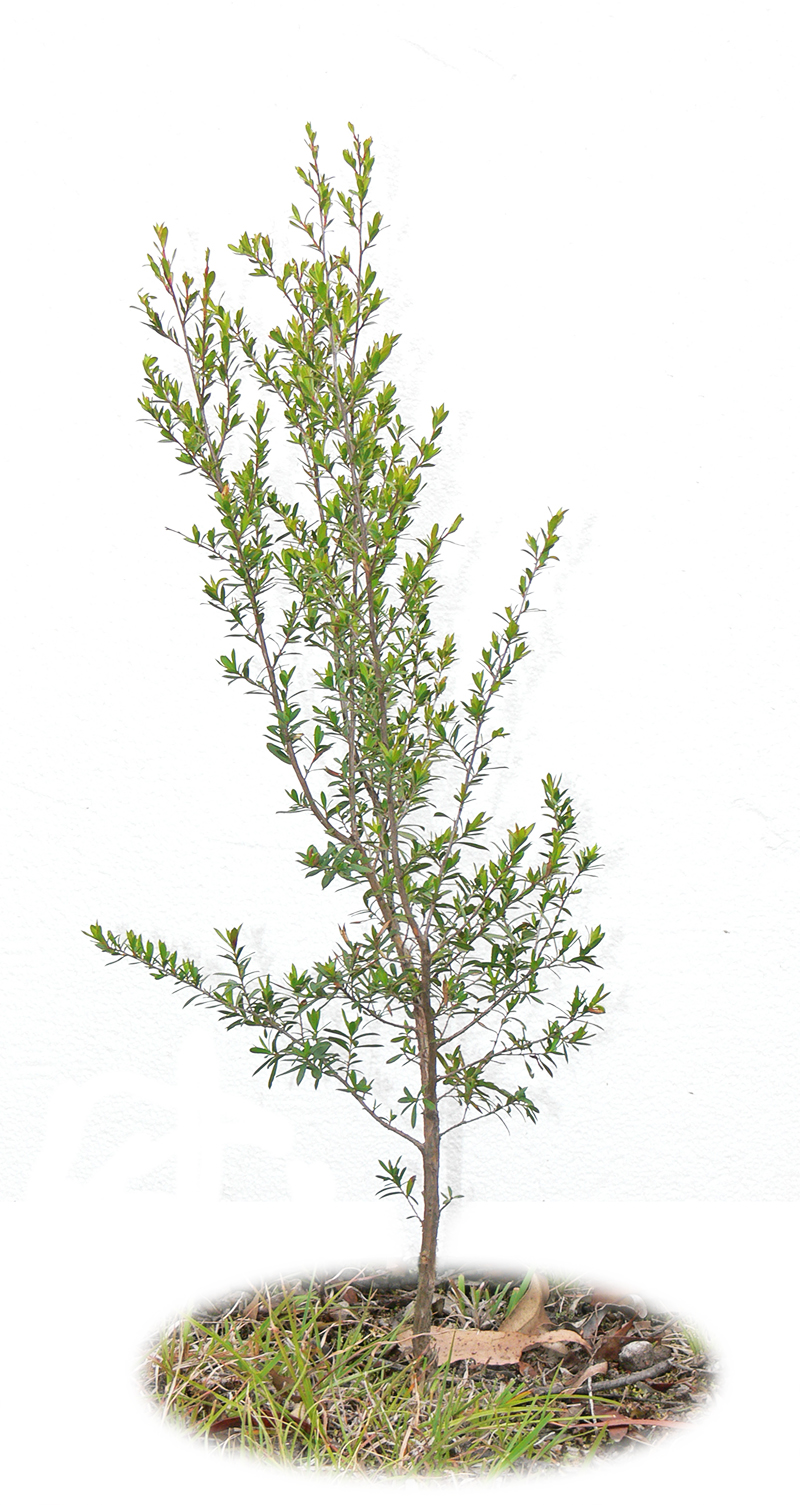
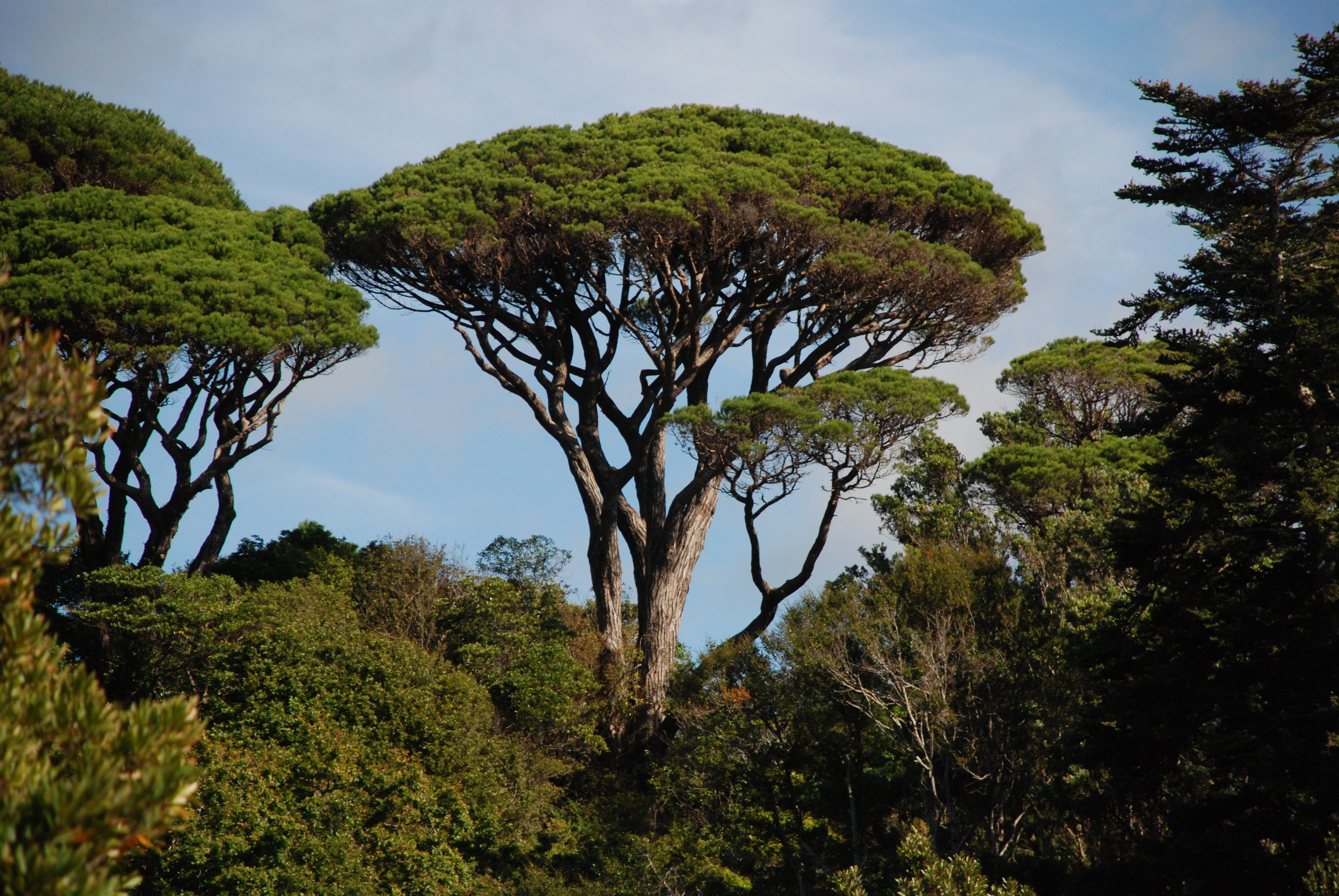
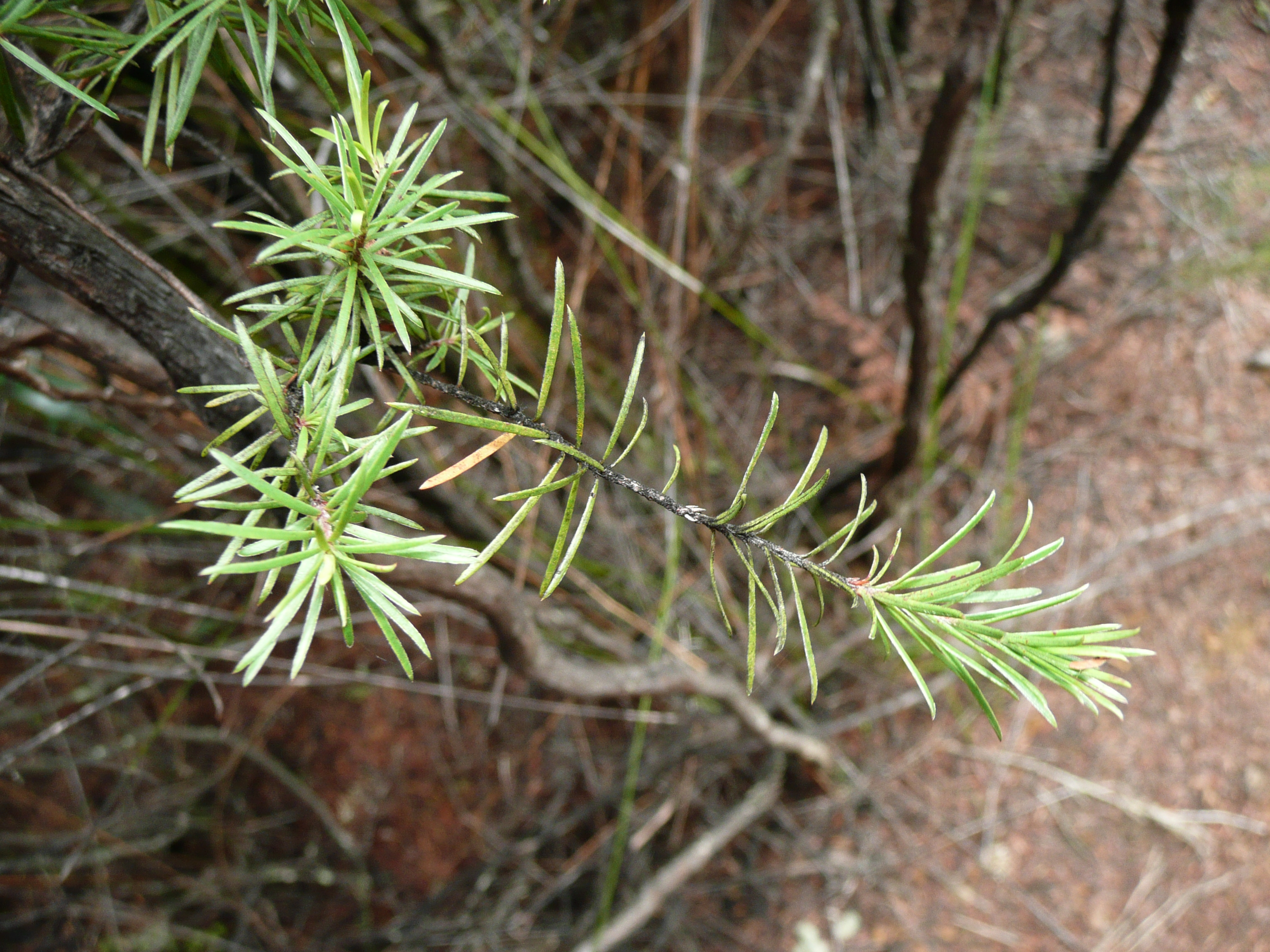